# Werner Fuchs (Verleger)
Werner Fuchs (* 17. August 1949 Hüttlingen-Sulzdorf bei Aalen) ist ein deutscher Verleger, Autor, Übersetzer, Herausgeber und Rollenspiel-Pionier.

## Leben
Fuchs studierte Wirtschaftswissenschaften in Bochum sowie Anglistik und Germanistik in Düsseldorf.
Seit 1971 arbeitet Fuchs im Bereich Science-Fiction und Fantasy. Er war von 1972 bis 1974 Mitherausgeber der SF-Reihe Fischer Orbit und von 1980 bis 1987 Herausgeber von Knaur Science Fiction. Dazwischen arbeitete er als Redakteur des SF-Magazins Comet und Herausgeber verschiedener SF-Anthologien, war Buchhändler, Literaturagent (u. a. für George R. R. Martin und Sam Feuerbach) und Übersetzer.
1977 gründete er gemeinsam mit dem Tageszeitungsredakteur Bernd Holzrichter in Düsseldorf den Fantastic Shop, das erste Geschäft für Abenteuerspiele in Deutschland. Nachdem sich dieses Geschäft gut entwickelte und Fuchs auch privat mit Pen-&-Paper-Rollenspielen Erfahrungen sammelte, gründete Fuchs 1983 mit seinem Schwager Ulrich Kiesow sowie mit Hans Joachim Alpers den Verlag Fantasy Productions. Diese Firma brachte mit Schwerter und Dämonen eines der ersten deutschsprachigen Pen-&-Paper-Rollenspiele heraus und entwickelte Das Schwarze Auge.
Fuchs war auch verantwortlich für das erste deutsche Sammelkartenspiel Dark Force, das 1994 bei Schmidt Spiele veröffentlicht wurde.
Außerdem ist Fuchs als Lexikograf und Herausgeber von Anthologien im Bereich der Science-Fiction und Phantastik tätig, wobei er häufig mit Hans Joachim Alpers zusammenarbeitete.
Für das Lexikon der Science Fiction Literatur erhielt er zusammen mit Hans Joachim Alpers, Ronald M. Hahn und Wolfgang Jeschke 1981 den Kurd-Laßwitz-Preis.
Viele seiner sekundärliterarischen Arbeiten zur Phantastik erschienen in dem Jahrbuch Das Science Fiction Jahr.
Werner Fuchs ist verheiratet und hat zwei Töchter.

## Auszeichnungen
- 1981: Kurd-Laßwitz-Preis mit Hans Joachim Alpers, Ronald M. Hahn und Wolfgang Jeschke für das Lexikon der Science Fiction Literatur
- 1983: Kurd-Laßwitz-Preis mit Hans Joachim Alpers und Ronald M. Hahn für Reclams Science Fiction Führer
- 2015: Deutscher Rollenspielpreis[5]

## Bibliographie
Sachliteratur
- Dokumentation der Science Fiction ab 1926 in Wort und Bild (1978, mit Hans Joachim Alpers und Ronald M. Hahn)
- Lexikon der Science Fiction-Literatur (1980 und 1987, mit Hans Joachim Alpers, Ronald M. Hahn und Wolfgang Jeschke)
- Reclams Science Fiction Führer (1982, mit Hans Joachim Alpers und Ronald M. Hahn)
- Lexikon der Horror-Literatur (1999, mit Hans Joachim Alpers und Ronald M. Hahn)
- Lexikon der Fantasy-Literatur (2005, mit Hans Joachim Alpers, Ronald M. Hahn, Jörg Martin Munsonius und H. Urbanek)

Anthologien
- Titan 17 (1981, mit Ronald M. Hahn und Wolfgang Jeschke)
- Die Fünfziger Jahre I (1981, mit Hans Joachim Alpers)
- Neue Science-Fiction Geschichten (1982, mit Hans Joachim Alpers)
- Visum für die Ewigkeit (1982)
- Licht des Tages, Licht des Todes (1982)
- Grotte des tanzenden Wildes (1982)
- Die Fünfziger Jahre II (1982, mit Hans Joachim Alpers)
- Strasse der Schlangen (1983)
- Die Vierziger Jahre I (1982, mit Hans Joachim Alpers)
- Die Vierziger Jahre II (1983, mit Hans Joachim Alpers)
- Die Sechziger Jahre I (1983, mit Hans Joachim Alpers)
- Das Fest des heiligen Dionysos (1984)
- Die Sechziger Jahre II (1984, mit Hans Joachim Alpers)
- Der flüsternde Spiegel (1985)
- Licht- und Schattenjahre (1986)

DSA-Abenteuer
- Im Wirtshaus zum Schwarzen Keiler (1984)
- Der Wald ohne Wiederkehr (1984)
- Durch das Tor der Welten (1984)
- Das Geheimnis der Zyklopen (1984)
- Verschollen in Al'Anfa (1985)